# Alicia Aberley
Alicia Aberley (Riverstone, Australia, 29 de marzo de 1984) es una nadadora australiana con discapacidad intelectual. Representó a Australia en los Juegos Paralímpicos de Sídney 2000, donde ganó varias medallas, y tiene varios récords mundiales.

## Vida personal
Aberley nació el 29 de marzo de 1984 en el suburbio de Riverstone en Sídney. 
Su familia ha vivido en el municipio de Riverstone durante varias décadas. En la carrera de natación de Aberley antes de 2001, su familia no podía permitirse asistir a las competiciones internacionales en las que participaba. Aberley no podía permitirse el lujo de exhibir sus muchas medallas en su casa, por lo que las guardaban en un almacén alrededor de la casa en lugar de exhibirlas.
Es estudiante y periodista. Asistió a la Escuela Secundaria Riverstone. En 2000, completó el décimo año en la Escuela Secundaria Riverstone y aprobó los exámenes del décimo año.
Era una madre soltera de un hijo, más tarde se involucró con alguien que la ayudó a criarlo. Trabaja por cuenta propia a través de Amway. Después de 18 meses trabajando para Amway, se convirtió en una productora de nivel de oro.

## Natación

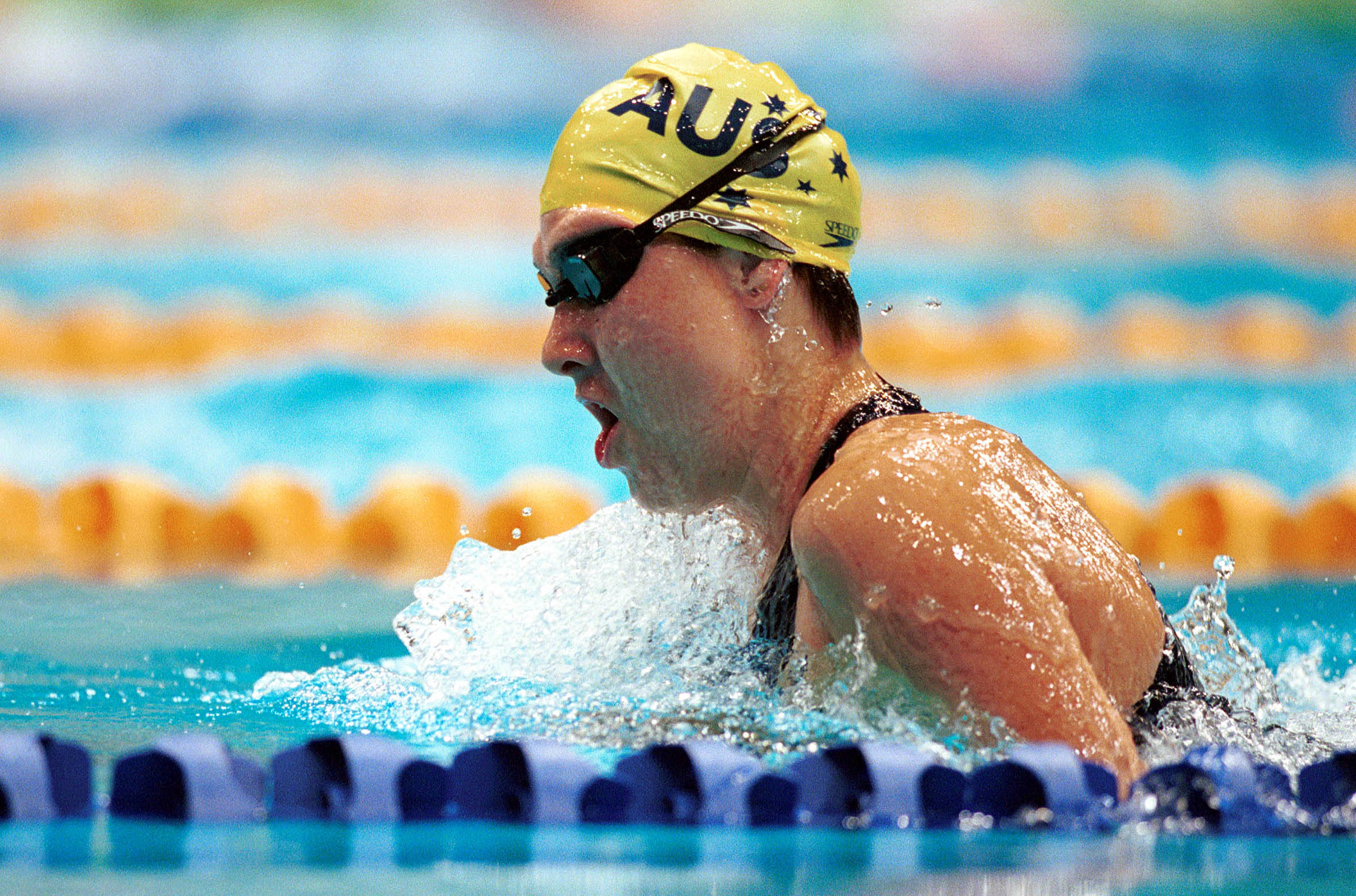
Foto en acción de Aberley haciendo braza en los Juegos Paralímpicos de Sídney 2000.

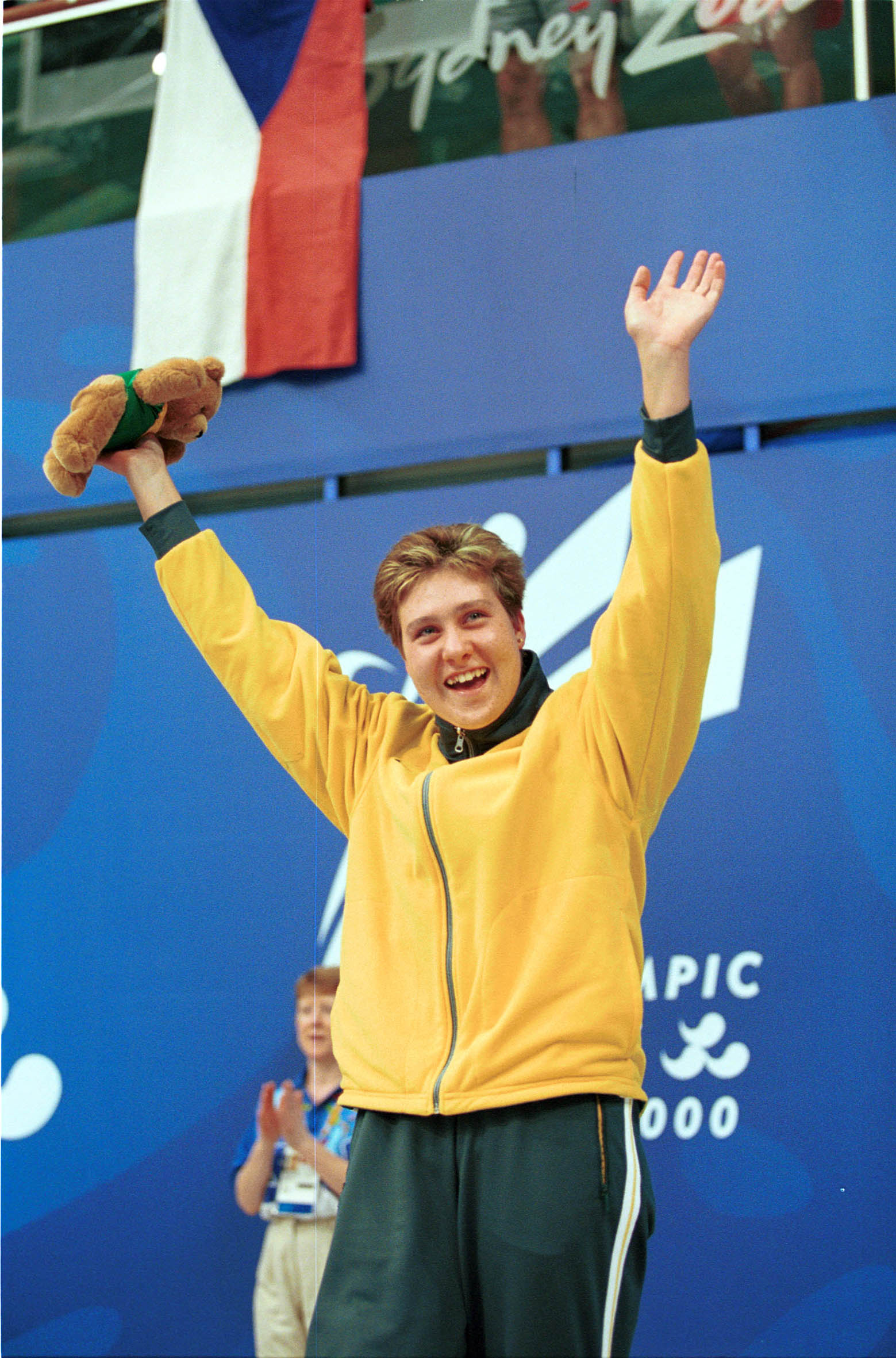
Aberley saluda a los fanáticos mientras celebra una de sus medallas de bronce en los Juegos Paralímpicos de Verano de 2000.

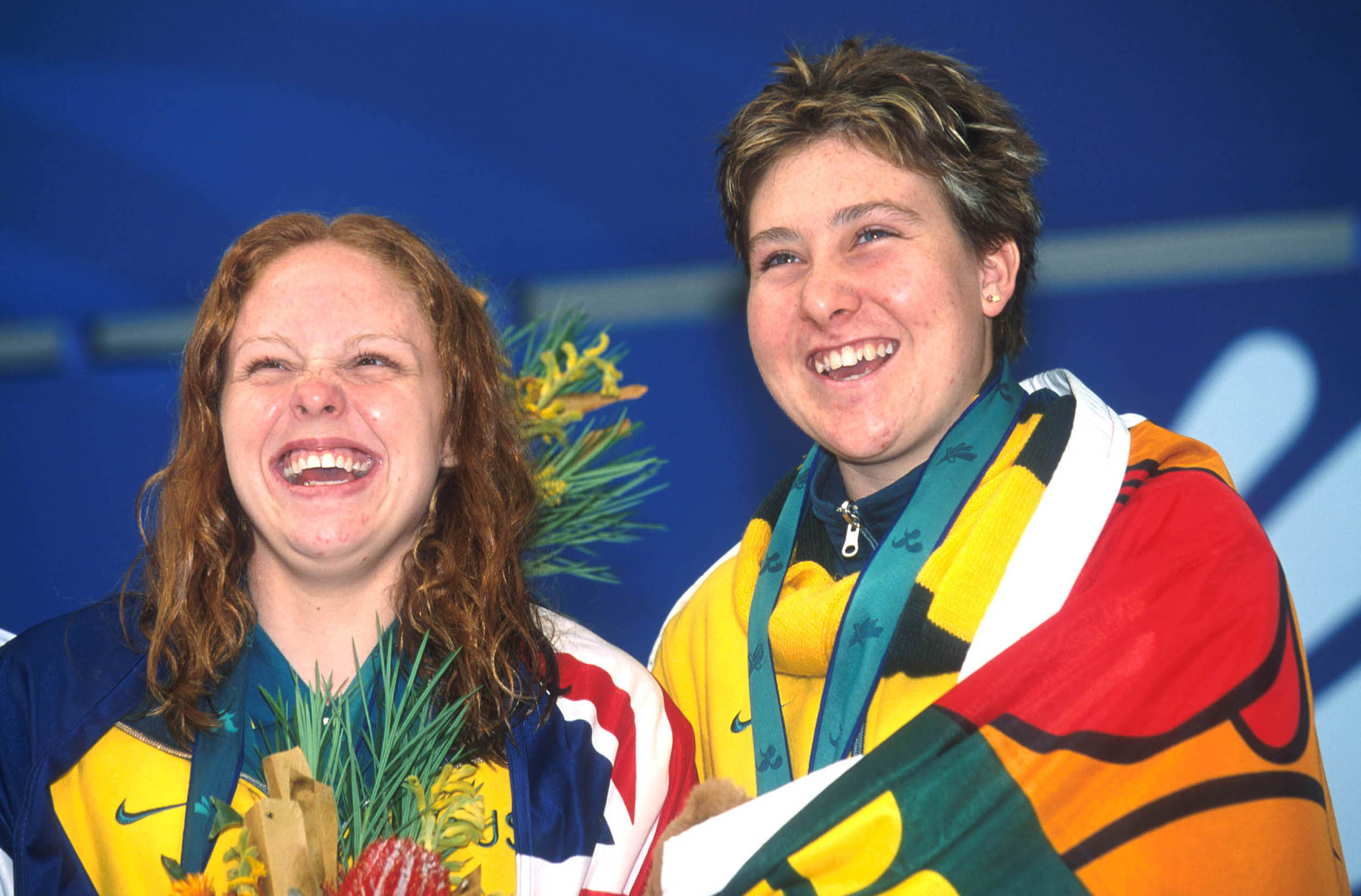
Aberley (derecha) y su compañera nadadora australiana Siobhan Paton sonriendo y celebrando sus logros en el podio de medallas en los Juegos Paralímpicos de Sídney 2000.

Comenzó a nadar en 1995. En los campeonatos nacionales de 1998, terminó en segundo lugar en el evento de discapacidad intelectual de 100 m de pecho femenino. Ella compitió en los Campeonato Mundial de Natación Adaptada del Comité Paralímpico Internacional de 1998 en Christchurch como miembro del equipo femenino de relevos de 4 x 100 m, donde ganó una medalla de oro con sus compañeras de equipo; Siobhan Paton, Petrea Barker y Bernadette Morris. En el Campeonato Nacional Australiano Telstra de 1999 , ganó una medalla de oro y rompió un récord mundial en el evento de braza de 100 m. Para el año 2000, había ganado medallas en eventos en muchos niveles, incluidos locales, estatales, nacionales e internacionales. En 2000, antes del comienzo de los Juegos Paralímpicos, compitió en un evento de natación en Ámsterdam, donde ganó medallas de oro en varios eventos, incluyendo el pecho de 100 my el estilo libre de 200 m. En el mismo evento, ganó tres medallas de plata en el medley individual de 200 m y en las pruebas de estilo libre de 50 y 100 m.
Como representante de la escuela, Aberley compitió en el Equipo de Juegos Escolares del Pacífico 2000. Este evento ayudó con su selección del equipo paralímpico.
En los Juegos Paralímpicos de Sídney 2000 , ganó dos medallas de plata en los eventos de 100 m estilo libre femenino S14 y medley SM14 de 200 metros femenino y dos medallas de bronce en los eventos de estilo libre femenino S14 de 200 m braza SB14 de 50 m femenino.
En los juegos de 2000, compitió en varias otras pruebas en las que no ganó medallas. Incluyeron el evento de estilo libre de 50 m donde terminó quinta, el evento de espalda de 50 m donde terminó sexta, el evento de estilo libre 100 m donde terminó séptima y la mariposa de 50 m donde no calificó para la final.
Aberley fue entrenada por Greg McWhirter de Baulkham Hills. En 2002, compitió en el Campeonato Australiano de Telstra de 2002. Ganó el evento de 100 metros de braza con discapacidad múltiple, con un tiempo de 01:22.99. Representó al club de natación The Hill.
También compitió en la competencia de 2003 en el evento femenino de 100 m estilo libre multidiscapacidad.
Ha tenido varios récords mundiales y australianos en natación. Entre ellos se encuentra el récord mundial de los 100 y 200 metros de braza. A los 16 años de edad, tiene el récord mundial de 50, 100 y 200 metros de braza. Sus récords nacionales australianos son de 50, 100 y 200 m de braza.

## Reconocimientos
El 23 de agosto de 2000 se le concedió la Medalla Deportiva Australiana por sus logros en los récords mundiales. En 2000, fue nombrada Deportista del Año por el Ayuntamiento de Blacktown. En 2001, fue nombrada Nadadora Telstra del Año con una Discapacidad. Ese año, también recibió una beca Telstra SWD (nadadores con una discapacidad). En diciembre de 2000, una cápsula del tiempo fue enterrada en la Escuela Secundaria Riverstone que iba a ser desenterrada por los actuales estudiantes dentro de 25 años. La cápsula de tiempo incluía artículos de periódico sobre Aberley y la portadora de la antorcha olímpica Melissa Bushby, ambas asistieron a la escuela. En agosto de 2009, fue recompensada con el reconocimiento de Platino IBO de Amway.